# Synopeas striatum
Synopeas striatum är en stekelart som först beskrevs av Jean Risbec 1958.  Synopeas striatum ingår i släktet Synopeas och familjen gallmyggesteklar. Inga underarter finns listade i Catalogue of Life.